# هوبئی ۲۵۴۷
سیارک ۲۵۴۷ (به انگلیسی: 2547 Hubei، نامگذاری:1964TC2) دو هزار و پانصد و چهل و هفتمین سیارک کشف شده‌است که در ۹ اکتبر ۱۹۶۴ کشف شد.
قدر مطلق سیارک برابر ۱۴٫۰۰ است.